# Forest Hill (Île-du-Prince-Édouard)
Forest Hill est une communauté dans le comté de Kings de l'Île-du-Prince-Édouard, Canada, au nord-ouest de Souris.